# Farfu
Farfu (Urdu: فرفو Shina: Farpoe) è un villaggio situato sul pendio d'una montagna nella valle di Bagrot in Gilgit-Baltistan, passa per esso anche il Fiume Bagrot, esso è anche la località principale della valle. Nelle periferie del villaggio si trovano altri piccoli e ordinati villaggi e paesaggi mozzafiato con i seguenti nomi: 
- Bulce
- Chira
- Satt e Sonar[2]